# Michel-Louis Lévy
Pour les articles homonymes, voir Lévy.
Michel-Louis Lévy, né le 20 juin 1939, est un démographe et statisticien français.

## Biographie
Né le 20 juin 1939, Michel-Louis Lévy est ancien élève de l'École polytechnique (X 1957), diplômé de l'École nationale de la statistique et de l'administration économique (1962), diplômé de l'Institut d'études politiques de Paris (Économie et finances, 1962) et d'études supérieures ès sciences économiques (1963).
Il a travaillé à l'INSEE, où il a été le premier rédacteur en chef d'Économie et Statistique ; puis celui de la nouvelle édition des « Tableaux de l’économie française » (TEF). En 1975, il est passé à l'INED, où il a dirigé Population, puis Population et Sociétés. Il a été membre du Haut Conseil de la population et de la famille, et a écrit de nombreux articles de vulgarisation démographique.

## Publications

### Ouvrages
- Le coût de la vie, Paris, Le Seuil, 1967[7]
- L'Information statistique, Paris, Le Seuil, 1975 (BNF 34562926)[8].
- Comprendre les statistiques, Paris, Le Seuil, 1979 (BNF 34651072)[9].
- Avec Solange Ewenczyk et Robert Jammes, Comprendre l'information économique et sociale, Paris, Hatier, 1981 (BNF 34761776).
- La Population de la France des années 80, Paris, Hatier, 1982 (BNF 34727778)[10].
- Alfred Sauvy. Compagnon du siècle, Paris, La Manufacture, 1990 (BNF 35506526)[11].
- Déchiffrer la démographie, Paris, Syros-Alternatives, 1990 (BNF 35444046)[12]
- Avec Robert Fossaert, Cent millions de Français contre le chômage, Paris, Stock, 1992 (BNF 35527330)[13].

### Articles
- De certaines faiblesses du système statistique français, Journal de la société statistique de Paris, tome 119, no 2 (1978), p. 87-96

- Une nouvelle formule des "Tableaux de l'économie française", Economie et Statistique, 1976  n° 79, p.76-78

- Nommer pour compter Population et Sociétés, 202, 1986

- Le numéro d’identité, Population et Sociétés, 232, 1989

- Le numéro INSEE : de la mobilisation clandestine au projet Safari, Dossiers et recherches de l'INED, n° 86, 2000.

- Sergio DellaPergola et Michel Louis Lévy  : La démographie dans le conflit israélo-palestinien, Commentaire, n° 104, hiver 2003-2004

- La Bible à l'école, Commentaire, n° 159, automne 2017

- Erreurs et ignorances de l'école laïque, Commentaire, n° 163, p; 742-3, automne 2018

- Gérard Lang, Michel-Louis Lévy et Laurène Le Cozanet, « L’histoire controversée d’un « instrument de souveraineté ». Le Nir vu depuis la statistique publique », Statistique et société, 2024-2 | 2024.